# Skrodzkie (powiat ełcki)
Skrodzkie - uroczysko; dawna miejscowość w Polsce położona w województwie warmińsko-mazurskim, w powiecie ełckim, w gminie Prostki.
Wieś powstała w ramach kolonizacji Wielkiej Puszczy. Wcześniej był to obszar Galindii. Wieś ziemiańska, dobra służebne w posiadaniu drobnego rycerstwa (tak zwani wolni, ziemianie w języku staropolskim), z obowiązkiem służby rycerskiej (zbrojnej). Tak jak i inne wsie w tej części Mazur, zasiedlona była kolonistami z Mazowsza. Być może nazwa bierze się od osadników ze wsi Skrodzkie z okolic Rajgrodu (powiat grajewski).
Wieś założona została nad jeziorem Święcek, a dobra nadane zostały mieszkańcom Pisza, jeden z nich miał imię Bogusz. W 1449 r. Skrodzkie określane były jako Bogusch (czyli Bogusze). W tym czasie Skrodzkie miały 9 łanów na prawie magdeburskim z obowiązkiem połowy służby zbrojnej.